# Gilbert, Arizona
Gilbert là một thành phố ở quận Maricopa, Arizona, Hoa Kỳ, nằm phía đông nam của Phoenix, trong vùng đô thị Phoenix. Sau khi được biết đến như là "Thủ đô vận tải cỏ khô của thế giới", Gilbert hiện là thị trấn có đông dân nhất ở Hoa Kỳ. Đây là đô thị lớn thứ sáu ở Arizona, và lớn thứ năm trong vùng Phoenix Metropolitan.
Gilbert có diện tích 76 dặm vuông (197 km2) và đã đạt được một sự chuyển đổi nhanh chóng từ một cộng đồng nông nghiệp dựa vào một trung tâm ngoại đa dạng về kinh tế nằm trong thung lũng phía đông nam của khu vực Greater Phoenix. Trong ba thập kỷ qua, Gilbert đã phát triển với tốc độ rất cao, tăng dân số từ 5.717 năm 1980 lên 208.453 tính đến cuộc điều tra dân số năm 2010.

## Lịch sử
Gilbert đã bắt đầu với William "Bobby" Gilbert, người đã cung cấp đất cho Đường sắt Đông Nam Arizona vào năm 1902 để xây dựng tuyến đường sắt giữa Phoenix và Florence, Arizona. Cửa hàng Grocery của Ayer, cửa hàng đầu tiên ở Gilbert, mở cửa vào năm 1910 và trở thành địa điểm của bưu điện đầu tiên vào năm 1912. Vị trí của bưu điện thị trấn đã di chuyển nhiều lần trước khi định cư ở phía đông đường Gilbert Road ở trung tâm thành phố, Đứng ngày hôm nay. Năm 1912, nhiều người Mormon đã trốn khỏi các thuộc địa của Mormon ở Mexico do hành động của các lực lượng của Pancho Villa định cư ở Gilbert. Đến năm 1915, họ bắt đầu tổ chức các cuộc họp của nhà thờ tại Trường Tiểu học Gilbert. Năm 1918, họ được tổ chức thành Phường Gilbert.
Được thành lập vào tháng 7 năm 1920, Gilbert chủ yếu là một cộng đồng nông nghiệp được thúc đẩy bởi tuyến đường sắt và xây dựng Đập nước Roosevelt và các kênh Kênh Đông và Củng Cố. Nó vẫn là một thị trấn nông nghiệp trong nhiều năm và được biết đến như là "Thủ đô cỏ khô của thế giới"  từ năm 1911 cho đến cuối những năm 1920.

## Địa lý
Theo Cục Thống Kê Dân số Hoa Kỳ, trong điều tra dân số năm 2000, thị trấn có diện tích ước tính khoảng 40 dặm vuông (104 km2). Tính đến năm 2009, và do annexations khu vực thành phố Kế hoạch hiện tại của Gilbert có tổng diện tích là 76,0 dặm vuông (197 km2), trong đó, 75,76 dặm vuông (196,2 km2) của nó là đất và 0,24 dặm vuông (0,6 km2) Của nó là nước.